# Karl-Heinz Ilsch
Karl-Heinz Ilsch (21 aprile 1927 – 25 gennaio 2005) è stato un calciatore tedesco orientale, di ruolo attaccante.